# D・L・ヒューリー
D・L・ヒューリー（D. L. Hughley、1963年3月6日 - ）は、アメリカ合衆国の俳優、コメディアン。

## 出演作品
- Hawaii Five-0 シーズン1
- ビーチ・エンジェルズ!
- スピリット・ボクシング
- ワタシにキメテ
- 最'狂'絶叫計画
- Scrubs〜恋のお騒がせ病棟 シーズン2
- キング・オブ・コメディ
- GO!GO!ガジェット、GO!GO!ガジェット2
- レッド・バレッツ
- D・L・ヒューリーのあまのじゃく (Netflix)